# Daniel Everett
Daniel Everett, född den 26 juli 1951 i Holtville, Kalifornien, är en amerikansk författare och akademiker, mest känd för sina fleraåriga studier av pirahãfolket och deras språk i den brasilianska delstaten Amazonas från 1977 med kontroversiella slutsatser för begreppet universell grammatik.
Från 1 juli 2010 har Everett tjänst som dekanus för konst och vetenskap på Bentley University i Waltham, Massachusetts. Före Bentley University var Everett ordförande vid institutionen för språk, litteratur och kulturer vid Illinois State University i Normal, Illinois. Han har undervisat vid University of Manchester och är före detta ordförande på Institutionen för lingvistik  vid University of Pittsburgh. Han är numera gift med Linda Ann Everett.

## Ungdomstid
Everett växte upp nära gränsen till Mexiko. Han spelade i rockband från 11 års ålder till dess han konverterade till kristendomen 17 år gammal, efter att ha övertygats av missionärerna Al & Sue Graham i San Diego, Kalifornien.

### Familj
Everetts far var en tillfällig cowboy, mekaniker och byggnadsarbetare. Hans mor var servitris på en lokal restaurang i Holtville. Han gifte sig vid 18 års ålder med  missionärernas dotter, Keren Graham. Han skaffade sig en examen i utländsk mission från Moody Bible Institute i Chicago 1975. Han och Keren anslöt sig sedan till Summer Institute of Linguistics, som utbildar missionärer i fältlingvistik, så att de ska kunna översätta Bibeln till världens alla språk. Äktenskapet med  Keren Graham varade i 35 år och paret fick tre barn: Dr Caleb Everett (biträdande professor i antropologi, University of Miami), Dr Kristene Diggins (DrNP i Charlotte, North Carolina) och Shannon Russell (missionär hos SIL International i Porto Velho, Brasilien). 

## Lingvistikutbildning
Eftersom Everett snabbt visade fallenhet för språk, blev han inbjuden att studera pirahã, vilket tidigare SIL-missionärer hade misslyckats med att lära sig under 20 års studier. År 1977, efter fyra månader av djungel-utbildning och tre terminers kurser av språklig analys, principer, översättningsservice och läsutveckling, flyttade paret och deras tre barn till Brasilien, där de studerade portugisiska i ett år, innan han flyttade till en pirahãby vid Maici-flodens mynning i Amazonas låglandsregion.
Everett hade vissa inledande framgångar i att lära sig språket. SIL förlorade dock sitt kontrakt med den brasilianska regeringen, som börjat betrakta mission som kolonialism. Därför skrev han på hösten 1978 in sig vid Universidade Estadual de Campinas i Brasilien, under vars överinseende han kunde fortsätta att studera Pirahã. Everett fokuserade på Noam Chomskys teorier. Hans masterexamensarbete, Aspectos da Fonologia do Pirahã (1980), skrevs under ledning av Dr Aryon Rodrigues, en av de ledande experterna på Amazonas språk. Sin doktorsavhandling, Lingua Pirahã e Teoria da Sintaxe, fick han färdig 1983 under ledning av Dr Charlotte Chamberlland Galves. Denna avhandling innehöll en detaljerad analys av Pirahã enligt Chomskys metod.